# Свиридов Володимир Петрович
Володимир Петрович Свиридов (до 1930 року — Филимон Петрович Свирид) (7 грудня 1897, село Козуличі Бобруйського повіту Мінської губернії, тепер Кіровського району Могильовської області, Білорусь — 3 травня 1963, місто Ленінград, тепер Санкт-Петербург, Російська Федерація) — радянський військовий діяч, генерал-лейтенант. Депутат Верховної ради СРСР 3-го скликання.

## Біографія
Народився в селянській родині. Закінчив Паневезьку вчительську семінарію.
З 1916 року служив у російській імператорській армії. Після закінчення в червні 1916 року короткострокового курсу Віленського військового училища в місті Полтаві отримав звання прапорщика. Наприкінці серпня 1916 року направлений в діючу армію на Західний фронт, де був призначений командиром взводу 219-го Котельницького полку 55-ї піхотної дивізії. З квітня до липня 1917 року навчався на артилерійських курсах при 55-й артилерійській бригаді. Після закінчення курсів отримав звання поручника, переведений в артилерію і призначений командиром взводу 3-ї батареї 55-ї артилерійської бригади.
У лютому 1918 року, після демобілізації з російської армії, вступив до Могильовського педагогічного інституту, закінчив перший курс.
У травні 1919 року мобілізований до Червоної армії. Учасник громадянської війни в Росії: командир взводу 33-го гаубичного дивізіону, командир взводу 17-го гаубичного дивізіону 17-ї Нижньогородської стрілецької дивізії. У складі дивізії воював з польськими військами під Молодечно та Мінськом, брав участь у поході на Варшаву та оборонних боях під Слуцьком. Восени 1920 року брав участь у ліквідації збройних формувань генерала Булак-Балаховича під Мозирем.
У вересні 1922 року закінчив Вищу артилерійську школу командного складу в місті Дитяче Село. 
З 1922 до 1926 року служив командиром взводу повторної артилерійської школи артилерії, виконував обов'язки начальника курсу гарматних майстрів Вищої артилерійської школи командного складу. З жовтня 1926 року — командир батареї Московської артилерійської школи. Член ВКП(б) з 1926 року.
У травні 1930 року закінчив Військову академію РСЧА імені Фрунзе.
У травні 1930 — квітні 1931 року — начальник штабу 8-го артилерійського полку 8-ї стрілецької дивізії Білоруського військового округу. З квітня 1931 до лютого 1934 року — командир і комісар 16-го артилерійського полку 16-ї стрілецької дивізії Ленінградського військового округу. У лютому 1934 — червні 1936 року — начальник артилерії 1-го стрілецького корпусу в місті Новгороді. З червня 1936 року — начальник відділення бойової підготовки відділу артилерії Ленінградського військового округу.
Після закінчення в жовтні 1937 року першого курсу Академії Генерального штабу РСЧА переведений на викладацьку роботу та призначений старшим керівником кафедри тактики.
З грудня 1937 до січня 1939 року — начальник артилерії штабу Білоруського Особливого військового округу. З січня 1939 до квітня 1940 року — начальник артилерії штабу Середньоазіатського військового округу. З квітня 1940 року — начальник артилерії штабу Ленінградського військового округу. З червня 1941 року — начальник артилерії штабу Північного фронту. З жовтня до листопада 1941 року — начальник артилерії — заступник командувача Ленінградського фронту.
У листопаді 1941 — грудні 1943 року — командувач 55-ї армії Ленінградського фронту. У грудні 1943 — березні 1944 року — командувач 67-ї армії Ленінградського фронту. 4 березня 1944 року Володимир Свиридов був поранений і важко контужений. У березні 1944 — липні 1945 року — командувач 42-ї армії Ленінградського, 2-го та 3-го Прибалтійських фронтів.
У липні 1945 — листопаді 1947 року — заступник голови Союзної контрольної комісії в Угорщині. З листопада 1947 до січня 1948 року перебував у розпорядженні міністра Збройних сил СРСР.
У січні 1948 — квітні 1949 року — командувач Окремої механізованої армії.
У квітні 1949 — червні 1953 року — головнокомандувач Центральної групи військ, одночасно (до серпня 1950 року) був Верховним комісаром Австрії.
З червня до грудня 1953 року перебував у розпорядженні міністра оборони СРСР, потім з грудня 1953 до грудня 1954 року навчався на Вищих академічних курсах при Вищій військовій академії імені Ворошилова.
У грудні 1954 — березні 1957 року — 1-й заступник командувача військ Одеського військового округу по військах протиповітряної оборони (ППО). У березні 1957 року відправлений у відставку через хворобу.
Помер 3 травня 1963 року в Ленінграді (Санкт-Петербурзі). Похований на Богословському цвинтарі.

## Звання
- полковник (1936)
- комбриг (29.10.1939)
- генерал-майор артилерії (4.06.1940)
- генерал-лейтенант (29.08.1943)

## Нагороди
- два ордени Леніна
- три ордени Червоного Прапора
- орден Суворова І ст. (1944)
- орден Кутузова ІІ ст. (1944)
- медаль «За оборону Ленінграда»
- медаль «За перемогу над Німеччиною у Великій Вітчизняній війні 1941—1945 рр.» (1945)
- медалі